# Follia messicana
Follia messicana (In Caliente) è un film del 1935 diretto da Lloyd Bacon. I numeri musicali furono creati e diretti da Busby Berkeley.

## Trama
Lawrence MacArthur è l'editore di un patinato giornale con il problema dell'alcool, per farlo disintossicare il suo agente lo porta al resort di Agua Caliente e lì Lawrence si innamora di Rita un'avvenente ballerina, senza sapere che è la stessa donna su cui aveva scritto un velenoso articolo. All'inizio la donna accetta la sua corte con il solo scopo di vendicarsi, ma anche lei finisce per innamorarsi di lui, in mezzo a loro però si mette Claire Thorne che aveva deciso di volere per sé l'affascinante editore...